# L'Héritage de mon père
Pour plus de détails, voir Fiche technique et Distribution.
L'Héritage de mon père (Das hab ich von Papa gelernt) est un film germano-autrichien réalisé par Axel von Ambesser, sorti en 1964.

## Synopsis
Andreas Andermann n'a pas la tâche facile : son père Clemens est un acteur célèbre et maintenant un fabricant, qui a pris sa retraite il y a de nombreuses années et veut maintenant voir son fils unique à la tête d'Andermann-Delt-Werke ; Clemens avait mis toute sa fortune dans cette usine de plastique et l'a sauvée de la faillite. Andreas, quant à lui, étudie la chimie dans la ville de Freilangen depuis un certain temps ; c'est ce que pense Clemens. En réalité, Andreas a fini ses études peu de temps après son inscription et commence à travailler comme acteur au théâtre de la petite ville sous le nom de Thomas Anders. Outre son meilleur ami Oskar Werner « O. W. » Vischer et son ancienne camarade Christa Seebald, personne à Freilangen ne connaît son identité.
Les choses ne se passent pas bien chez Andermann-Delt-Werke, cependant, son partenaire inquiet, Sebastian Delt, prévoit d'annoncer les fiançailles d'Andreas et de la fille de son riche ami de longue date Ebba Pedersen dès que possible. Cela devrait lier les actifs d'Ebba à l'entreprise. Clemens, à son tour, se rend à Freilangen pour rendre l'engagement attrayant pour Andreas.
Dans la petite ville, le télégramme de Clemens provoque la panique. Andreas et Christa changent rapidement de chambre ; il retourne dans le dortoir et elle dans son appartement de théâtre. Au théâtre, en revanche, Andreas répète Roméo et Juliette dans le rôle de Thomas, Juliette étant interprétée par l'actrice invitée Monika. Cette dernière rencontre Clemens et Andreas dans un café et apporte à son partenaire de scène son manuel. Lorsque le père réagit de surprise, Andreas sauve la situation en disant qu'un acteur qui lui ressemble est engagé dans le théâtre. Après tout, Monika pense également avoir confondu Andreas et Thomas Anders.
Andreas joue maintenant un double jeu, d'autant plus que son père pense qu'il a en fait un fils illégitime dans la petite ville qui est Thomas Anders. Après de nombreux quiproquos, Clemens apprend la vérité du double jeu et organise un grand dîner auquel Andreas et "Thomas" sont invités et tout le monde soupçonne que tout n'est qu'un spectacle. Cela empire encore lorsque, le jour de la première de Roméo et Juliette, le journal dit que Thomas Anders est en fait le fils du grand acteur Clemens. Monika pense qu'Andreas a donné un pourboire au journal afin de gagner un avantage auprès du public. Andreas, en revanche, ne veut pas apparaître, car il appréhende encore plus l'opinion biaisée du public, car il n'a en aucun cas donné quelque chose au journal. La première arrive et Andreas joue mal. Au lieu du directeur de théâtre dans le rôle du prêtre, son propre père se tient soudain devant lui en tant que prêtre et sauve la soirée : il montre à Andreas qu'il sait pour sa duplicité et lui pardonne, Andreas joue maintenant d'une manière détendue.
En fin de compte, Monika lui pardonne et ils forment tous les deux un couple. Il y a aussi une fin heureuse pour Ebba, puisqu'elle est fiancée à l'ingénieur d'Andermann-Delt, Joachim Lange, qui est en fait le fils illégitime de Sebastian Delt et l'argent reste dans l'entreprise.

## Fiche technique
- Titre français : L'Héritage de mon père[1]
- Titre original : Das hab ich von Papa gelernt
- Réalisation : Axel von Ambesser assisté de Lucie Berndsen
- Scénario : Kurt Nachmann
- Musique : Johannes Fehring
- Direction artistique : Herbert Strabel, Rolf Zehetbauer
- Costumes : Inge Lüttich
- Photographie : Hanns Matula
- Son : Herbert Janeczka
- Montage : Hermine Diethelm
- Production : Karl Spiehs, Kurt Ulrich
- Société de production : Wiener Stadthalle-Station, Berolina
- Société de distribution : Nora-Filmverleih
- Pays d'origine :  Allemagne de l'Ouest,  Autriche
- Langue : allemand
- Format : Couleur - 2,35:1 - Mono - 35 mm
- Genre : Comédie
- Durée : 94 minutes
- Dates de sortie :
  - Allemagne de l'Ouest : 28 août 1964.
  - France : 16 septembre 1968[1].

## Distribution
- Willy Fritsch : Clemens Andermann
- Thomas Fritsch : Andreas Andermann
- Gertraud Jesserer : Monika Holl
- Peter Vogel (de) : Oskar Werner Vischer
- Marianne Chappuis (de) : Christa Seebald
- Barbara Stanek : Ebba Pedersen
- Paul Hörbiger : Julius Knackert
- Peter Matić : Joachim Lange
- Franz Stoss (de) : Sebastian Delt
- Fritz Muliar : Hans Sax
- Ljuba Welitsch : Neumann
- Susi Nicoletti : Dora Bauer
- Marianne Schönauer : Therese
- Guido Wieland : Le directeur de la banque
- Carlo Böhm : Tettelmann
- Lotte Tobisch (de) : L'assistante
- Gustav Knuth : Le directeur de théâtre Löwe
- Raoul Retzer : Un policier
- Axel von Ambesser : Le metteur en scène, le narrateur